# Теорія кислот і основ Пірсона
Конце́пція ТМКО (ЖМКО) (англ. HSAB theory) — абревіатура від «концепція твердих та м'яких кислот і основ» або «концепція жорстких та м'яких кислот і основ» (англ. hard and soft acids and bases), також відома як Тео́рія кисло́т і осно́в Пі́рсона. Теорія ТМКО широко використовується в органічній хімії для пояснення механізмів та напрямків хімічних реакцій, стабільності хімічних сполук з допомогою таких термінів, як «тверді» та «м'які» «кислоти» та «основи». Ця теорія була введена Ральфом Пірсоном на початку 1960-х років.
Згідно з цією теорією термін «твердий» стосується малих частинок, котрі мають високий заряд та не схильні до поляризації; «м'який» — великих частинок, що знаходяться на нижчих або нульовому ступені окиснення та схильні до поляризації. Використовується для, скоріше, якісного, ніж кількісного розуміння основних чинників, які визначають хімічні властивості речовин та перебіг реакцій.
Теорія ТМКО також дуже корисна в прогнозуванні продуктів реакції метатезису. Також було показано, що чутливість та бризантність вибухових речовин теж можна пояснити за допомогою теорії ТМКО.

## Теорія
Основа теорії полягає в тому, що «м'які» кислоти реагують швидше та утворюють міцніші зв'язки з «м'якими» основами, тоді як «тверді» кислоти — з «твердими» основами.
Характерні риси «твердих» кислот та основ:
- малий атомний/іонний радіус;
- високий ступінь окиснення;
- низька здатність до поляризації;
- висока електронегативність;
- низька енергія HOMO (для основ) та висока енергія LUMO (для кислот).

Приклади твердих кислот: H+, іони лужних металів, Ti4+, Cr3+, Cr6+, BF3. Приклади твердих основ: OH-, F-, Cl-, NH3, CH3COO-, CO32-. Зв'язок між твердими кислотами та основами має в більшій мірі іонний характер.
Характерні риси «м'яких» кислот та основ:
- великий атомний/іонний радіус;
- низький або нульовий ступінь окиснення;
- висока здатність до поляризації;
- низька електронегативність;
- висока енергія HOMO (для основ) та низька енергія LUMO (для кислот).

Прикладами м'яких кислот є: CH3Hg+, Pt4+, Pd2+, Ag+, Au+, Hg2+, Hg22+, Cd2+, BH3. Приклади м'яких основ: H-, R3P, SCN-, I-. Взаємодія між м'якими кислотами та основами має в основному ковалентний характер.
| Кислоти      | Кислоти      | Кислоти      | Кислоти             | Основи      | Основи  | Основи            | Основи |
| тверді       | тверді       | м'які        | м'які               | тверді      | тверді  | м'які             | м'які  |
| Протон       | H+           | Ртуть        | CH3Hg+, Hg2+, Hg22+ | Гідроксил   | OH-     | Гідрид            | H-     |
| Лужні метали | Li+, Na+, K+ | Платина      | Pt4+                | Алкоксид    | RO-     | Тіолат            | RS-    |
| Титан        | Ti4+         | Паладій      | Pd2+                | Галогени    | F-,Cl-  | Галогени          | I-     |
| Хром         | Cr3+,Cr6+    | Срібло       | Ag+                 | Аміак       | NH3     | Фосфін            | PR3    |
| трифлуоробор | BF3          | боран        | BH3                 | Карбоксилат | CH3COO- | Тіоціанат         | SCN-   |
| Карбокатіон  | R3C+         | Парахлораніл |                     | Карбонат    | CO32-   | Монооксид Карбону | CO     |
|              |              | Метали       | M0                  | Гідразин    | N2H4    | Бензен            | C6H6   |
|              |              | Золото       | Au+                 |             |         |                   |        |

До перехідних кислот належать: триметилборан, оксид сульфуру(IV), катіони Феруму(ІІ), Кобальту(ІІ), Плюмбуму(ІІ). Перехідними основами є: анілін, піридин, N2 та аніони азид, бромід, нітрат та сульфат.
Узагальнюючи, кислоти та основи взаємодіють між собою, причому найсильніша взаємодія відбувається для пар тверда-тверда (іонний зв'язок) та м'яка-м'яка (ковалентний зв'язок).
Для того, щоб зміряти «м'якість» основи, слід визначити константу рівноваги для такого рівняння:
BH + CH3Hg+ ⇄ H+ + CH3HgB,
де CH3Hg+ (метилртуть) — дуже м'яка кислота, а H+ (протон) — тверда кислота, котрі між собою конкурують у взаємодії з B (основа, взята до класифікації).
Кілька прикладів ілюструють ефективність теорії:
- Метали з великим атомним радіусом є м'якими кислотами і міцно зв'язуються м'якими основами, такими як фосфіни та сульфіди (отруєння каталізатора).
- Тверді розчинники, такі як HF, вода та інші протонні мають тенденцію до сольватації твердих основ. І навпаки — полярні апротонні розчинники (ДМСО, ацетон) краще сольватують великі аніони та м'які основи.
- В координаційній хімії існують взаємодії типу м'яка-м'яка та тверда-тверда між лігандами та центральним атомом металу.

## Хімічна твердість
| Хімічна твердість, еВ | Хімічна твердість, еВ | Хімічна твердість, еВ | Хімічна твердість, еВ | Хімічна твердість, еВ | Хімічна твердість, еВ |
| --------------------- | --------------------- | --------------------- | --------------------- | --------------------- | --------------------- |
| Кислоти               | Кислоти               | Кислоти               | Основи                | Основи                | Основи                |
| Протон                | H+                    | —                     | Флуорид               | F-                    | 7                     |
| Алюміній              | Al3+                  | 45,8                  | Аміак                 | NH3                   | 6,8                   |
| Літій                 | Li+                   | 35,1                  | Гідрид                | H-                    | 6,8                   |
| Скандій               | Sc3+                  | 24,6                  | Оксид карбону(ІІ)     | CO                    | 6,0                   |
| Натрій                | Na+                   | 21,1                  | Гідроксил             | OH-                   | 5,6                   |
| Лантан                | La3+                  | 15,4                  | Ціанід                | CN-                   | 5,3                   |
| Цинк                  | Zn2+                  | 10,8                  | Фосфін                | PH3                   | 5,0                   |
| оксид карбону(IV)     | CO2                   | 10,8                  | Нітрит                | NO2-                  | 4,5                   |
| оксид сульфуру(IV)    | SO2                   | 5,6                   | Гідросульфід          | SH-                   | 4,1                   |
| Йод                   | I2                    | 3,4                   | Метан                 | CH3-                  | 4,0                   |

В 1983 Ральф Пірсон та Роберт Парр ввели в якісну теорію ТМКО кількісну характеристику хімічну твердість (η):
η = 0,5 (I - A),
де I — потенціал іонізації, A — спорідненість до електрона.
Тоді як електронегативність χ:
χ = 0,5 (I + A)
є першою похідною відношення енергії E до кількості електронів N при сталому заряді ядра Z в атомі чи молекулі:
{\displaystyle \mathrm {\chi =\left({\frac {\partial E}{\partial N}}\right)_{Z}} }
хімічна твердість є другою похідною:
{\displaystyle \mathrm {\eta =0.5\left({\frac {\partial ^{2}E}{\partial N^{2}}}\right)_{Z}} }
Твердість та електронегативність відносяться як:
{\displaystyle \mathrm {2\eta =-\left({\frac {\partial \chi }{\partial N}}\right)_{Z}} }
і в цьому сенсі твердість є мірою стійкості проти деформації заряду. Нульове значення відповідає максимальній «м'якості».

## Правило Корнблюма
Застосування теорії ТМКО називають правилом Корнблюма: в реакціях амбідентних нуклеофілів найбільш електронегативний атом реагує в умовах механізму SN1 а найменш електронегативний — в реакціях SN2. Це правило було введене в 1954 році.